# Aabningen af den danske Pavillon paa Verdensudstillingen, San Francisco
|  | Denne artikel er oprettet af botten Steenthbot ud fra en ekstern database. Den kan derfor have sproglige fejl eller mangler. Denne skabelon kan fjernes efter kontrol af indholdet. |

Aabningen af den danske Pavillon paa Verdensudstillingen, San Francisco er en dansk dokumentarisk optagelse fra 1940.

## Handling
Optagelser fra åbningen af den danske Pavillon på Verdensudstillingen i San Francisco 22. juni 1940. En af talerne er den dansk-amerikanske stumfilmsskuespiller Jean Hersholt. Ved samme lejlighed modtager den danske generalkonsul Axel Sporon-Fiedler en militær hædersbevisning. En række højtstående militærfolk, embedsfolk og honoratiores deltager i begivenheden sammen med hundredvis af repræsentanter fra danske kolonier. Der holdes taler fra talerstolen bl.a. af medlemmer af amerikanske regering.

## Medvirkende
- Jean Hersholt